# 578e Volksgrenadierdivisie
De 578e Volksgrenadierdivisie (Duits: 578. Volksgrenadier-Division) was een Duitse infanteriedivisie tijdens de Tweede Wereldoorlog. De divisie werd opgericht en alweer opgeheven voor de oprichting compleet en afgesloten was.

## Geschiedenis
De 578e Volksgrenadierdivisie werd opgericht op 22 augustus 1944 in Sieradz in Wehrkreis  XXI als onderdeel van de 32. Welle uit resten van de vernietigde 212e Infanteriedivisie. Echter, alvorens de oprichting afgesloten was, werd de divisie al op 17 september 1944 omgedoopt in de 212e Volksgrenadierdivisie. 

## Commandanten
| Rang | Naam | Begin            | Eind              |
| ---- | ---- | ---------------- | ----------------- |
|      | ??   | 22 augustus 1944 | 17 september 1944 |

## Samenstelling
- Grenadier-Regiment 1192
- Grenadier-Regiment 1193
- Grenadier-Regiment 1194
- Artillerie-Regiment 1578
- Divisie-eenheden 1578